# Turning Tables
"Turning Tables" é uma canção da cantora e compositora inglesa Adele contida em seu segundo álbum de estúdio, 21 (2011). Concebida após uma briga com seu ex-amante, a canção foi co-escrita por Adele e o cantor e compositor americano Ryan Tedder, enquanto a produção foi concluída por Jim Abbiss. Trata-se de uma balada pop e soul, seus instrumentos consiste em piano, guitarra e elementos de corda. Liricamente, a canção descreve uma disputa doméstica em que a narradora assume uma postura defensiva contra um ex-amor manipulador. A canção foi enviada pela XL Recordings para as rádios convencionais do Reino Unido em 5 de Novembro de 2011, como o quinto single do álbum, sucedendo "Rumour Has It".
"Turning Tables" recebeu comentários positivos de críticos de música, que elogiaram os vocais de Adele e sua produção. A música alcançou as vinte primeiras posições das paradas de singles em quatro países, incluindo a Itália, Bélgica e Holanda. Foi autenticada no território italiano pela FIMI como disco de platina por mais de 40 mil cópias vendidas. Ela também chegou ao número 62 na parada UK Singles Chart do Reino Unido e 63 na Billboard Hot 100 nos Estados Unidos. Nesta última sendo certificada de ouro pela RIAA, por mais de 500 mil cópias comercializadas.  Também foi autenticada de disco de ouro na Austrália, de acordo com a ARIA, e no Canadá de acordo com a Music Canada, por mais de 35 e 40 mil exemplares, respectivamente.
O single foi promovido com performances ao vivo em ambos os lados do Atlântico,  incluindo Late Night with David Letterman na América e no The Jonathan Ross Show, no Reino Unido. A atriz e cantora americana Gwyneth Paltrow realizou uma versão cover da música no episódio "A Night of Neglect" da série musical americana Glee.

## Desenvolvimento

### Antecedentes

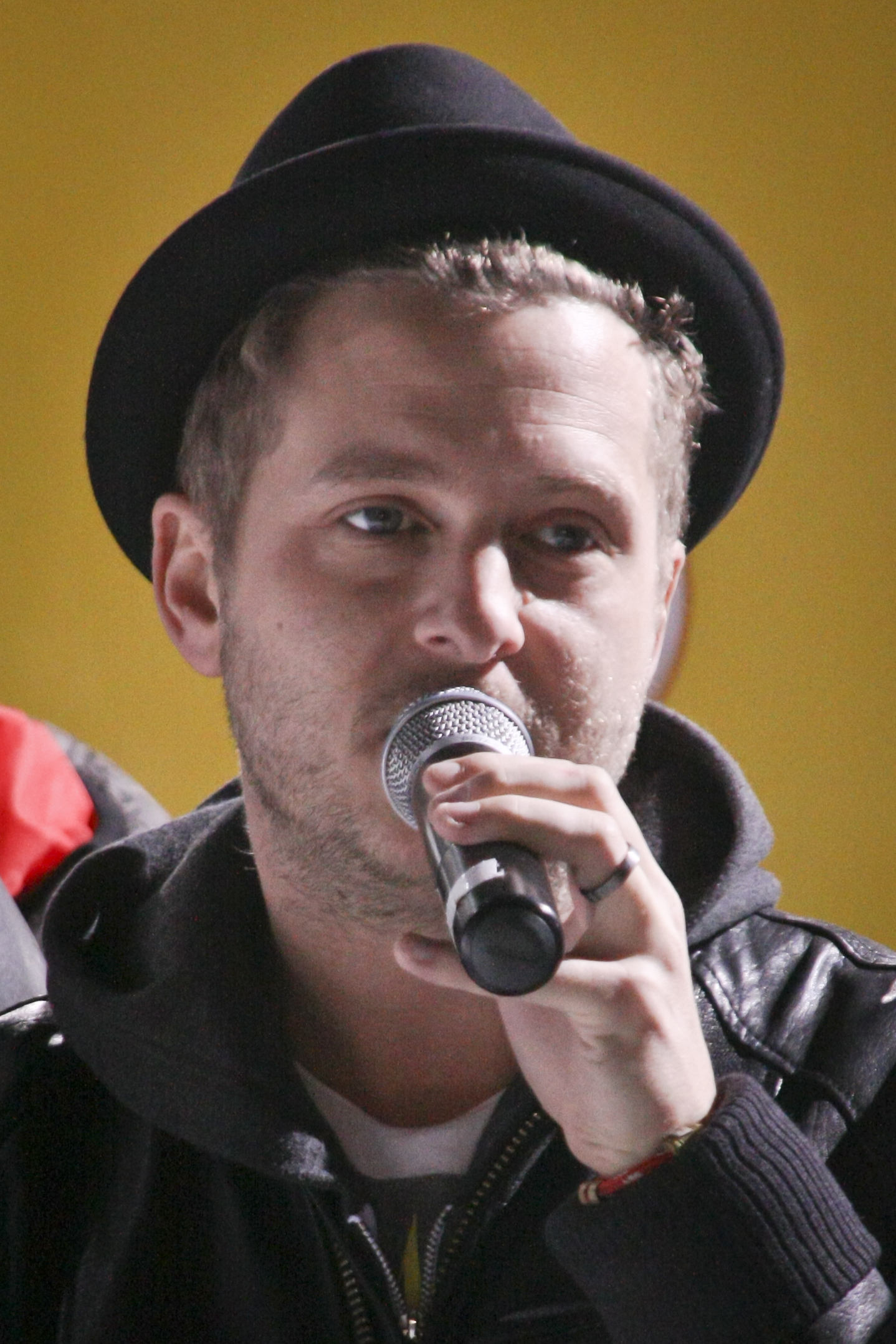
Ryan Tedder conheceu Adele no Grammy Awards de 2009, mais tarde co-escreveu a canção "Turning Tables" com a cantora Adele.

Em abril de 2009, quando Adele tinha apenas 20 anos de idade, havia embarcado em seu primeiro relacionamento sério com um homem 10 anos mais velho que ela, e começado a compor o seguimento do seu álbum de estreia, 19 (2008). Em resposta a mídia que lançou-a como uma "old soul", devido à produção vintage e a natureza sentimental de suas canções, Adele decidiu gravar o segundo álbum um pouco mais alegre e contemporâneo. No entanto, as sessões de estúdio eram geralmente improdutivas e, após duas semanas, rendeu apenas uma música gravada para a satisfação do cantor e produtor Jim Abbiss, "Take It All", uma balada apaixonada de piano que até então não era muito diferente das músicas do 19. Desiludida com a falta de inspiração e o lento progresso das sessões de estúdio, ela cancelou as datas de gravação restantes. Adele tinha escrito "Take It All" durante um momento difícil em seu relacionamento. Quando ela tocou a música para o namorado, os dois entraram em uma discussão amarga, que culminou com o fim de seu relacionamento de 18 meses. Desolada e musicalmente estimulada, a cantora estimulou sua corrida de emoções em sua música, criando sons que examinaram seu relacionamento fracassado nas perspectivas do seu ex-amor vingativo.
| “ | Eu tinha uma sequência da abertura de música no piano e quando voltei [ao estúdio] Adele já tinha o conceito de uma música, "Turning Tables". Eu pensei que era interessante, me senti conectado. [...] Eu não tinha ideia sobre o rompimento com o namorado, mas quando soube da letra, ela disse que era literalmente o que estava acontecendo. | ” |

Depois de várias sessões de gravação com compositores e produtores como Paul Epworth, T Fraser Smith e Rick Rubin, Adele conseguiu material suficiente para a criação de um LP inteiro. Ela lançou seu segundo álbum de estúdio em 19 de janeiro de 2011 sob o título de 21. Primeiramente o álbum seria chamado de Rolling in the Deep, uma adaptação da gíria "Roll Deep", que resume a forma como ela se sentia sobre sua relação, em sua tradução livre, a frase refere-se a querer alguém "que tem a sua volta" e sempre a apoia. A cantora mais tarde considerou o título demasiado confuso para algumas de suas audiências. Embora ela queria evitar a música motivo de sua estreia, Adele considerou o título "21" mais adequado, uma vez que representou a sua idade no momento da composição do álbum e simbolizava a maturidade pessoal e evolução artística desde a sua estreia.

### Produção e realização
"Turning Tables" foi composta pelo cantor, compositor e vocalista da banda OneRepublic, Ryan Tedder e a própria Adele. A produção do single foi dirigido por Jim Abbiss. Quando as demos para duas canções foram concluídas, Adele se aproximou de Tedder, que estava em Londres no momento para um programa de rádio. Tedder tinha expressado interesse em colaborar com a cantora depois de se conhecerem na cerimônia do Grammy Awards de 2009, em fevereiro. Ele chegou quatro horas antes de suas gravações realizada pela primeira vez no Sphere Studios em Londres, ganhando tempo para melhor habituar-se com alguns de seus trabalhos anteriores. Apesar de desconhecer a situação pessoal de Adele, ele compôs a sequência de piano nas primeiras linhas da canção. Coincidentemente, ele capturou perfeitamente a experiência da cantora, que chegou no estúdio momentos após outra briga com seu ex-amor. Irritada e sem foco, ela denunciou a tendência do seu ex-amor "virar mesas gigantes" sobre ela durante seus argumentos, uma expressão que Tedder decidiu fazer referência na letra da canção. Adele gravou a demo com Abbis no dia seguinte. "Turning Tables" foi mixada por Abbiss e Ian Dowling. Nel Cowley tocou piano na canção, enquanto os arranjos de cordas foi feito por Chris Elliot. As cordas foram tocadas por Patrick Kernan, Stephen Morris, Tom Pigott-Smith, Leaper Julian, Kostecki Boguslaw, Branco Bruce, Lale Pedro, Stephanie Rachel Bolt, Danels David, Dale Caroline, Zelnski Warren, Jackie Shave, Laurence Chris, Manning Rita, Cathy Thompson, Emlyn Singleton e Chris Worsey. A música foi enviada para rádios convencionais do Reino Unido através da gravadora XL Recordings em 5 de novembro de 2011 como o quinto single do álbum 21, ao lado de "Rumor Has It". Em 14 de dezembro de 2011, a canção foi enviado para estações de rádio na Itália.

## Composição
"Turning Tables" é uma balada pop e soul que dura 4 minutos e 10 segundos. John Murphy da musicOMH.com reconheceu o single como uma balada de piano que mostra a frágil voz de Adele para seu melhor efeito. Joseph Viney do Sputnikmusic descreveu a canção como uma balada delicada que possui uma beleza estonteante. Seus instrumentos consiste em piano, guitarra e elementos de corda. De acordo com a partitura publicada no Musicnotes.com pela Alfred Publishing, a canção possui um metrônomo de 78 batidas por minuto, e foi composta na chave de Dó menor. O alcance vocal de Adele se estende desde a nota mais baixa G3 para a nota mais alta C3. Liricamente, "Turning Tables" é uma canção de disputa doméstica, onde a narradora [Adele] assume uma postura defensiva contra um ex-amor manipulador [ex-namorado]. Reconciliar-se com o término de uma relação controversa, ela jura distância emocional para proteger-se de desgosto futuro. Bryan Boyd do The Irish Times comparou a cantora com a roqueira Bonnie Tyler ao entregar os vocais com uma mistura de dor e raiva. A canção abre com melodias tocadas no piano depois que Adele canta as primeiras linhas: "Perto o suficiente para iniciar uma guerra / Tudo o que eu tenho está no chão". O refrão é constituído pelos versos: "Então eu não vou deixar você perto o suficiente para me machucar / Não, eu não vou te perguntar, você apenas me abandonou / eu não posso dar o que você pensa que você me deu / É hora de dizer adeus á mesas girantes".

## Recepção

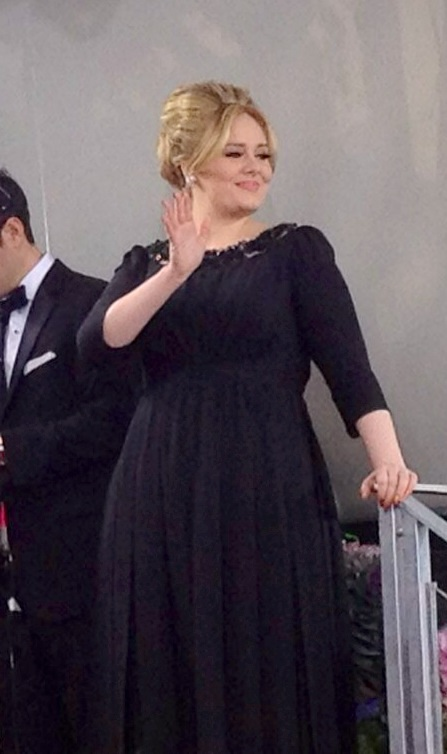
2013 GGA Adele.

As críticas após o lançamento da faixa foram geralmente positivas. Ian Walker, do  website AbsolutePunk comentou que a canção "contém alguns dos maiores momentos vocais do álbum, aprofundando a reputação de Adele como vocalista mais competente". Um escritor do Daily Herald disse que a cantora aparentemente parece mais "épica" na canção. Leah Greenblatt da Entertainment Weekly encontrou uma "balada mulher desprezada" na canção, enquanto, Greg Kot do Chicago Tribune achou a "base do piano um pouco melancólica". Um avaliador do HauteThought escreveu que "Adele facilmente soa natural e o tom original brilha em "Turning Tables". A música permite-lhe explorar o seu registo superior sem ignorar o menor, ela sempre parece capaz de criar um som soul". Lily Moayeri afirmou que: "Adele permite à luz a seu formidável poder pulmonar". Ryan Reed da Paste Magazine chamou o single de "sentimental". Margaret Wappler do Los Angeles Times classificou a música como "macia e sentimental".

## Divulgação

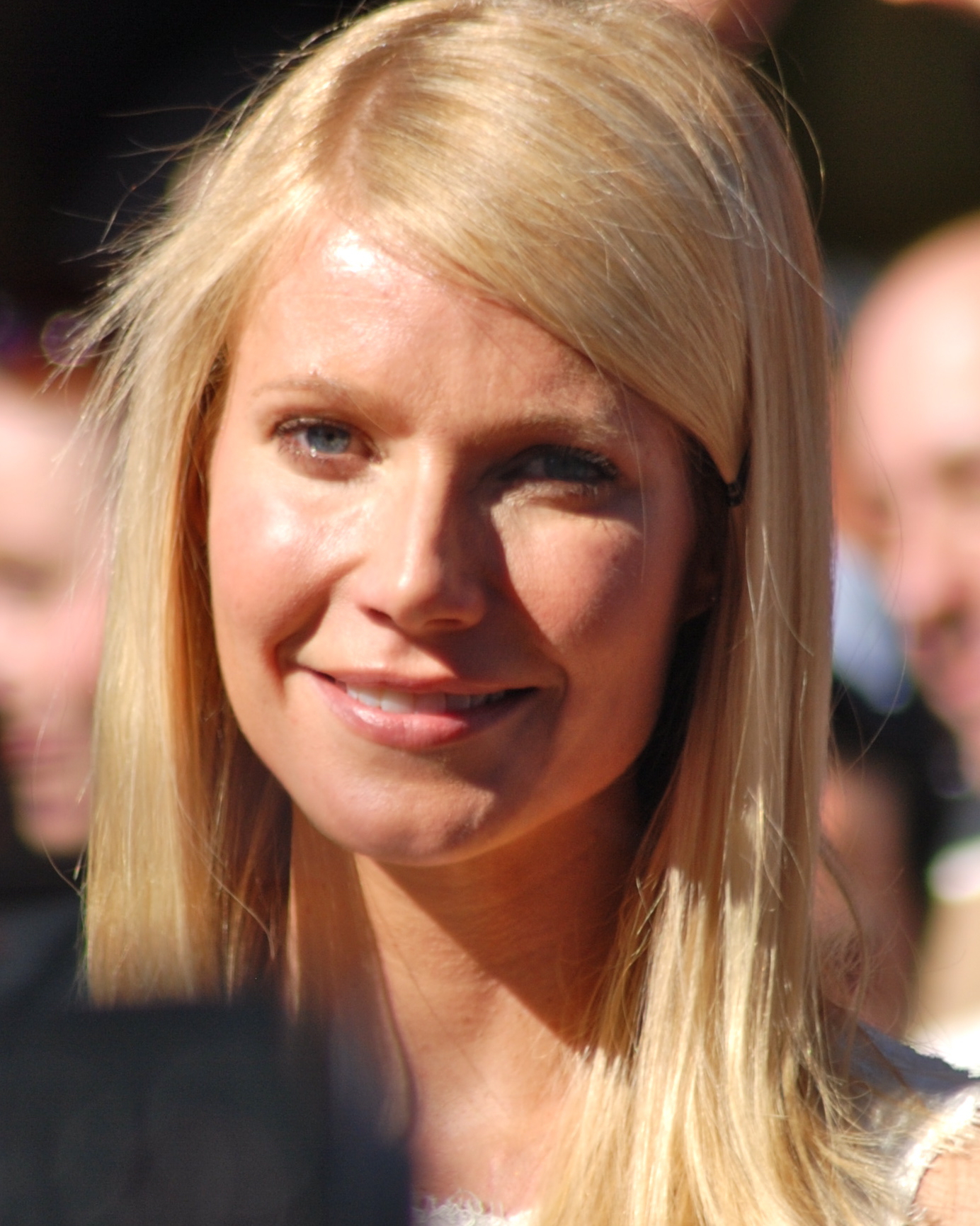
Gwyneth Paltrow apresentou um cover da canção "Turning Tables" no episódio "A Night of Neglect" da série Glee.

A divulgação da música começou com a primeira performance ao vivo no Live at Lago em Los Angeles a 9 de fevereiro de 2011. Robie Daw do Idolator reconheceu o desempenho como "íntimo" e comentou que Adele simplesmente apresentava vocais soul acompanhados por acordes de piano que eram até então "assombrosos". Adele também interpretou a canção no VH1 Unplugged em 3 de março de 2011. O espetáculo seguiu-se com sua apresentação no programa de televisão estadunidense Late Night with David Letterman, o desempenho foi mais tarde enviado para sua conta Vevo no YouTube. Em 4 de setembro de 2011, a cantora cedeu uma entrevista e atuou a canção na estreia do The Jonathan Ross Show. A música fez parte do repertório oficial da turnê Adele Live, que percorreu na Europa e América do Norte. A cantora gravou seu primeiro álbum de vídeo intitulado Live at The Royal Albert Hall, cuja gravação ocorreu no dia 21 de setembro de 2011 no salão de espetáculos Royal Albert Hall em Londres. Esse show foi incluído em sua segunda turnê mundial, na ocasião, ela interpretou "Turning Tables". Em 27 de janeiro de 2012, Adele cantou a música no Live from the Artists Den. Durante a apresentação a cantora declarou: "Nada na vida me emociona tanto quanto estar no palco. Eu amo a proximidade de reproduzir em salas pequenas, e esta foi simplesmente adorável e linda".
A atriz e cantora americana Gwyneth Paltrow interpretou a canção no trigésimo nono episódio intitulado "A Night of Neglect" da série musical americana Glee, que é transmitida pela FOX. Sua performance da canção foi considerada inferior a original. Erica Futterman da Rolling Stone comentou que o cover de  Paltrow não foi bem elaborado e escreveu que sua voz "não tinha a textura comovente que a Adele fez na versão original da música". Sandra Gonzalez da Entertainment Weekly deu a nota mais baixa do episódio, um "B-", e Aly Semigran da MTV opinou que Paltrow é "uma cantora boa o suficiente", ela "de nenhuma maneira tem as costeletas" que a música exige. Enquanto Raymund Flandez do The Wall Street Journal escreveu que ela [Patrow] "roubou a cena", elogiando ela visualmente e vocalmente, no entanto ele observou que Paltrow carece da veracidade da Adele. Lançada como single, esta versão chegou ao número 66 na Billboard Hot 100 e Canadian Hot 100. A partir de 2 de julho de 2012, a versão de Glee tinha vendido 113 mil exemplares no continente norte-americano. Ryan Tedder que co-escreveu a música com Adele, interperou-a no Denver's Acoustic Christmas (um concerto de caridade organizado por todos os artistas Colorado) com sua banda OneRepublic em 2011.

## Créditos
A lista de créditos de produção a seguir foi adaptada do encarte do álbum 21:
| - Adele - compositora, vocais - Ryan Tedder - compositor - Engenheiro de mixagem - Jim Abbiss, Ian Dowling - Nel Cowley - piano - Arranjamento de cordas - Chris Elliot | - Cordas - Patrick Kernan, Stephen Morris, Tom Pigott-Smith, Julian Leaper, Boguslaw Kostecki, Bruce White, Peter Lale, Rachel Stephanie Bolt, David Danels, Caroline Dale, Warren Zelnski, Jackie Shave, Chris Laurence, Rita Manning, Cathy Thompson, Emlyn Singleton, Chris Worsey |

## Desempenho nas tabelas musicais
A canção desempenhou-se na trigésima quarta posição na parada australiana ARIA Singles Chart. A canção então foi certificada nesse país como disco de ouro pela ARIA, por mais de 35 mil cópias vendidas. No Canadá, o single chegou apenas na septuagésima posição e na semana seguinte caiu para a posição de número 91, até então foi autenticada também como disco de ouro pela Music Canada, tendo vendido mais de 40 mil exemplares. Na Bélgica, a faixa conseguiu estrear nas duas regiões, Flanders e Valônia, na quarta e segunda posição, respectivamente. Já na Coreia do Sul a canção assinalou a posição de número 62 na parada Gaon Music Chart. Em Israel, o compacto chegou a terceira posição na parada oficial do país Media Forest.
Na Holanda, o compacto atingiu a décima quinta posição no gráfico da parada Dutch Top 40. No Reino Unido, "Turning Tables" conquistou a posição de número 62, no gráfico UK Singles Chart publicado pela OCC. Na Itália, a canção desempenhou-se na oitava posição, mais tarde sendo certificada de disco de platina pela FIMI, por mais de 40 mil cópias comercializadas. Nos Estados Unidos, a obra chegou a trigésima oitava posição na Billboard Latin Pop Songs e na septuagésima terceira posição na Billboard Hot 100 a qual na semana seguinte caiu para posição de número 85, marcando a maior queda da semana. A música ficou no gráfico durante três semanas e foi autenticada como disco de ouro pela Recording Industry Association of America, por mais de 500 mil cópias. Em 26 de outubro de 2012, de acordo com a Billboard, a canção já contabilizava 743 mil descargas digitais nos EUA.
| Tabela musical (2011/2012)              | Melhor posição |
| --------------------------------------- | -------------- |
| Austrália - Australian Singles Chart    | 73             |
| Bélgica - Ultratip - (Flanders)         | 4              |
| Bélgica - Ultratip - (Valônia)          | 2              |
| Canadá - Canadian Hot 100               | 60             |
| Coreia do Sul - South Korean Gaon Chart | 62             |
| Estados Unidos - Billboard Hot 100      | 63             |
| Israel - Media Forest                   | 3              |
| Itália - FIMI                           | 9              |
| Países Baixos - Dutch Top 40            | 15             |
| Países Baixos - Mega Charts             | 45             |
| Reino Unido - UK Singles Chart          | 62             |

| País           | Associação   | Certificação | Vendas   |
| -------------- | ------------ | ------------ | -------- |
| Estados Unidos | RIAA         | Ouro         | 883.000+ |
| Reino Unido    | BPI          | Prata        | 200.000+ |
| Itália         | FIMI         | Platina      | 30.000+  |
| Brasil         | ABPD         | Ouro         | 50.000+  |
| Canadá         | Music Canada | Platina      | 40.000+  |
| Austrália      | ARIA         | Platina      | 35.000+  |

## Histórico de lançamento
| Região      | Data                   | Formato          | Gravadora     |
| ----------- | ---------------------- | ---------------- | ------------- |
| Reino Unido | 5 de novembro de 2011  | Mainstream radio | XL Recordings |
| Itália      | 14 de dezembro de 2011 | Airplay          | XL Recordings |